# کلاریویل، کنتاکی
کلاریویل (به انگلیسی: Claryville) یک منطقهٔ مسکونی در ایالات متحده آمریکا است که در شهرستان کمبل، کنتاکی واقع شده‌است. کلاریویل ۱۸٫۰ کیلومتر مربع مساحت و ۲٬۳۵۵ نفر جمعیت دارد و ۲۱۰ متر بالاتر از سطح دریا واقع شده‌است.